# Slaget ved Fugleklippen
Slaget ved Fugleklippen fandt sted om eftermiddagen d. 3 marts 1801, ud for den daværende dansk-vestindiske ø Sankt Thomas, ved et lille ubeboet skær kaldet Fugleklippen. Slaget fandt dermed sted knap en måned før en engelsk flådestyrke angreb København d. 2. april i den begivenhed der senere blev kendt som "Slaget på Reden". 

## Baggrund
Selvom Danmark stadig var neutral i Napoleonskrigene blev danske og norske handelsskibe ofte opbragt af andre nationers kapere. I 1800 og 1801 blev der til myndighederne i Dansk Vestindien flere gange gjort indberetning om undersøgelser af danske fartøjer, som både kunne være lokale eller hjemmehørende i Danmark-Norge. Briggen Lougen, der var under kaptajnløjtnant Carl Wilhelm Jessens kommando, og det mindre fartøj Den Aarvaagne krydsede på denne baggrund omkring øerne for at sikre adgangen til den vigtige havn på Sankt Thomas. i September 1800 tog Jessen med sin besætning en engelsk kaper Eagle ved Sankt Thomas, og knap to år tidligere, d. 2. juni 1799 var den engelske kaperfregat Experiment, som også deltog i slaget ved Fugleklippen, blevet stoppet i lignende kaperi, af den danske brig Iresine.

## Kampen
Da den danske og engelske styrke mødte hinanden den 3. marts var der stadig uklarhed omkring de diplomatiske forhold mellem England og Danmark-Norge og Carl Wilhelm Jessen havde således til opgave at finde ud af englændernes hensigter. Derfor valgte han at sænke farten da de to engelske fregatter nærmede sig fra nordøst. Den engelske orlogsfregat Arab var udrustet med 22 kanoner og kaperfregatten Experiment med 18 kanoner. Lougen havde 18 kanoner og var således den engelske styrke underlegen i ildkraft. Arab indledte skydningen med tre skarpe skud som varsel til den danske styrke og kaptajnløjtnant Jessen svarede igen med ét skarpt skud under flaget, og ved at råbe til den engelske fregat hvad meningen var med skyderiet. Dette fik blot den engelske fregat til at affyre en fuld bredside mod Lougen og fra Lougen skød man igen, kampen var således i gang. Skonnerten Den Aarvaagne søgte straks imod Sankt Croix for at underrette generalguvernøren om situationen, mens Lougen styrede mod Sankt Thomas hvorfra man kunne støttes af landbatteriets kanoner. Fregatten Experiment, under kommando af kaptajn Koppelmann, forsøgte indledningsvis at afskære Den Aarvaagne, men måtte ret hurtigt erkende at den danske skonnert var for hurtig, og vendte i stedet om for at støtte Arabs kamp mod Lougen. Begge skibe havde taget en del træffere da Experiment nåede op på siden af Lougen og udsatte den for krydsild. Den danske brig havde ikke mandskab nok til at betjene sejl og kanoner i begge sider, men efter et kort kursus i skytsbetjening lod man nogle af topgasterne beskyde den nye modstander med fire af bagbords kanoner. Arab havde mere end dobbelt så mange mand ombord som Lougen og en eventuel engelsk entring kunne derfor blive katastrofal. Besætning måtte derfor, samtidig med at man betjente kanonerne, løbende reparere tovværket for at bevare manøvredygtigheden. Overstyrmand Peter Hee faldt tre gange ned på dækket, da de tampe han hang i blev skudt over, men fjerde gang lykkedes det ham at udføre en nødvendig reparation.
Efter lidt mere end en times kamp ramte et heldigt skud fra Lougen pertyrlinjen på Arab. Pertyrlinjen holdt Arabs anker på plads og resultatet blev at Arabs anker kom til at hænge under boven og nedsatte skibets manøvredygtighed. Nogenlunde samtidig kom skibene inden for rækkevidde af pyntbatteriet på Sankt Thomas' kanoner, som nu begyndte at blande sig i slaget til dansk fordel. Den medtagne Arab trak sig snart ud af kampen og sejlede herefter mod Tortola for at udbedre sine skader. Lougen kunne nu indsætte alle sine kanoner mod den noget svagere Experiment, som kom til at ligge i krydsild mellem det danske orlogsfartøj og pyntbatteriets kraftige kanoner. Efter et par velrettede træffere valgte kaperfregatten også at trække sig ud af kampen, og den danske brig kunne, under stor jubel, anløbe Charlotte Amalies havn på Sankt Thomas.

## Efterspil
Ved udgangen af Marts blev de danske øer besat af en engelsk styrke på 4.000 mand, som tillige overtog briggen Lougen og skonnerterne Iresine og Den Aarvaagne. Efter at besættelsen blev ophævet i 1802, blev skibene tilbagegivet. Blandt de tjenestegørende på Lougen var premierløjtnant Frans Martin Dodt, der blev såret i kampen ved Fugleklippen. Han havde interesseret sig for tegning og havde lavet nogle skitser der gengav episoden. Efter slaget på reden var det i kongens og regeringens interesse, at det heltemodige slag ved Fugleklippen blev foreviget. Særligt på baggrund af sidst nævntes entydigt mere heldige udfald. De to engelske fregatter gik ud af træfningen med 8 dræbte, mens kun én dansk matros, Christen Sørensen, mistede livet. Derfor fik F.M. Dodt et halvt års orlov fra tjenesten med henblik på at kunne udføre to kobberstik, der gengav episoden. Kaptajnløjtnant Jessen fik ved hjemkomsten en æressabel overrakt af kongen og et års gage i dusør. Seks besætningsmedlemmer blev også givet fortjenstmedaljen i sølv for deres udmærkelser under kampen.